# Liste der Biografien/Dele
Liste der Biografien |
Portal Biografien |
Personensuche
# |
A |
B |
C |
D |
E |
F |
G |
H |
I |
J |
K |
L |
M |
N |
O |
P |
Q |
R |
S |
T |
U |
V |
W |
X |
Y |
Z |
?
 
Da |
Db |
Dc |
Dd |
De |
Dg |
Dh |
Di |
Dj |
Dk |
Dl |
Dm |
Dn |
Do |
Dq |
Dr |
Ds |
Du |
Dv |
Dw |
Dy |
Dz
 
De A |
De B |
De C |
De D |
De E |
De F |
De G |
De H |
De J |
De K |
De L |
De M |
De N |
De P |
De Q |
De R |
De S |
De T |
De V |
De W |
De Y |
De Z 

Dea |
Deb |
Dec |
Ded |
Dee |
Def |
Deg |
Deh |
Dei |
Dej |
Dek |
Del |
Dem |
Den |
Deo |
Dep |
Deq |
Der |
Des |
Det |
Deu |
Dev |
Dew |
Dex |
Dey |
Dez
 
Dela |
Delb |
Delc |
Deld |
Dele |
Delf |
Delg |
Delh |
Deli |
Delj |
Delk |
Dell |
Delm |
Deln |
Delo |
Delp |
Delr |
Dels |
Delt |
Delu |
Delv |
Delw |
Dely |
Delz
Die Liste der Biografien führt alle Personen auf, die in der deutschsprachigen Wikipedia einen Artikel haben. Dieses ist eine Teilliste mit 84 Einträgen von Personen, deren Namen mit den Buchstaben „Dele“ beginnt.

## Dele
- Dele, Bison (1969–2002), US-amerikanischer Basketballspieler
- Dele, Gilbert (* 1964), französischer Boxer

### Delea
- Deleanu, Augustin (1944–2014), rumänischer Fußballspieler

### Deleb
- Delebarre, Michel (1946–2022), französischer Politiker
- Delebecque, Lodewijk-Jozef (1798–1864), belgischer Geistlicher, Bischof von Gent

### Delec
- Delécluse, Ulysse (1907–1995), französischer Klarinettist und Musikpädagoge
- Delécluze, Étienne-Jean (1781–1863), französischer Maler und Autor
- Delecour, François (* 1962), französischer Rallyefahrer
- Delecour, Jocelyn (* 1935), französischer Leichtathlet
- Delect, Ovida (1926–1996), französische Schriftstellerin und Aktivistin

### Deled
- Deledda, Adolphe (1919–2003), französischer Radrennfahrer
- Deledda, Alessio (* 1994), italienischer Automobilrennfahrer
- Deledda, Grazia (1871–1936), italienische SchriftstellerinGrazia Deledda (1871–1936)

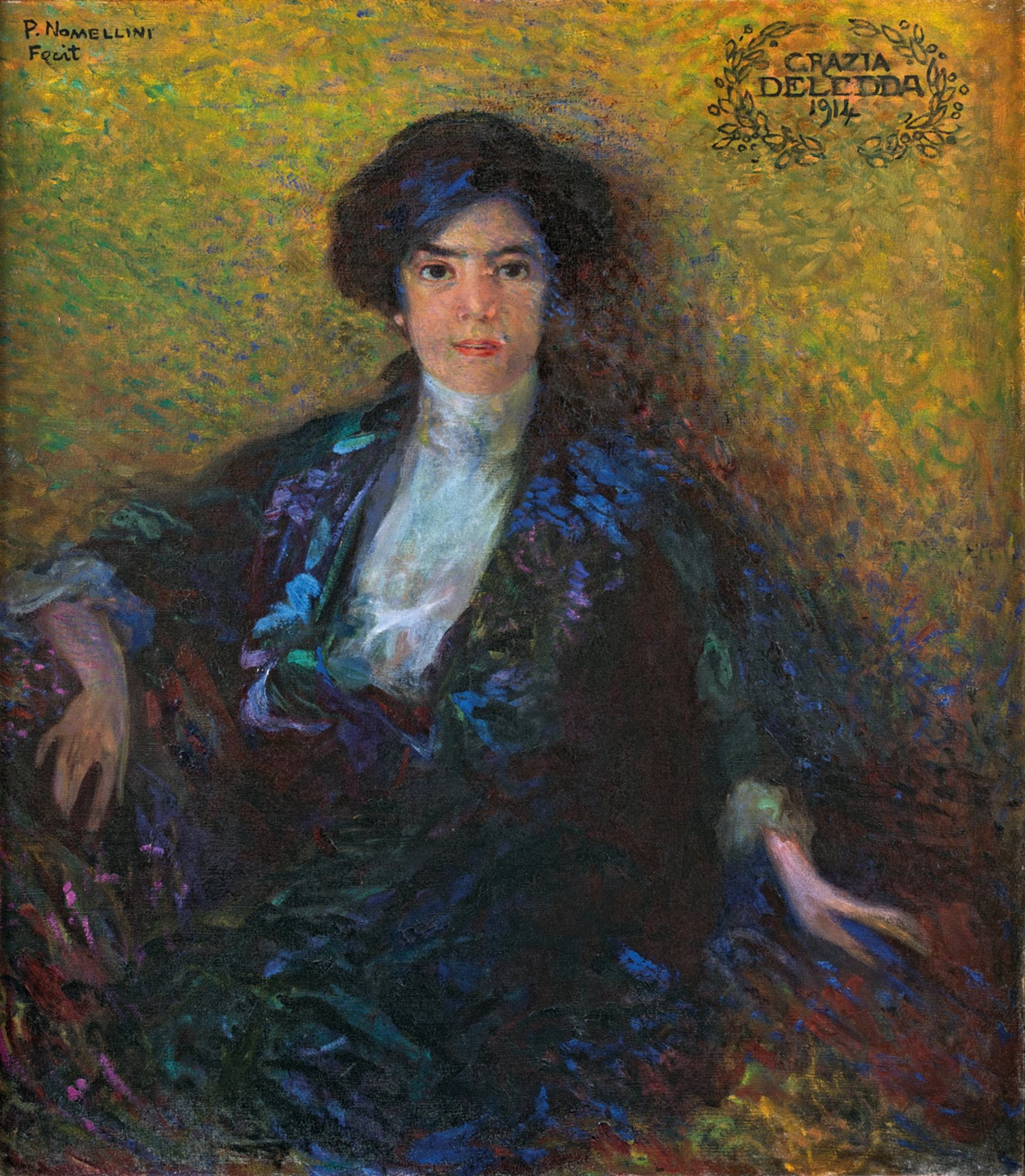
Grazia Deledda (1871–1936)

- Deledicque, Jean-Georges (1925–1997), französischer römisch-katholischer Geistlicher und Weihbischof in Lille

### Delee
- DeLee, Debra (* 1948), US-amerikanische Politikerin
- DeLeeuw, Dan, Spezialeffektkünstler

### Deleg
- Deleglise, Laurent (1891–1961), französischer Krimineller
- Deléglise, Philippe (* 1952), Schweizer Künstler

### Deleh
- Delehanty, Megan (* 1968), kanadische Ruderin
- Delehaye, Hippolyte (1859–1941), belgischer Ordensgeistlicher, Bollandist und Kirchenhistoriker
- Deléhelle, Alfred (1826–1893), französischer Komponist

### Delej
- Deleja-Hotko, Vera (* 1993), österreichische Journalistin

### Delek
- Delekat, Friedrich (1892–1970), deutscher evangelischer Theologe
- Delekat, Lienhard (1928–2004), deutscher evangelischer Theologe
- Delektorskaja, Nina Alexandrowna (1901–1985), sowjetische Schauspielerin

### Delel
- Delelienne, Charles (1892–1984), belgischer Hockeyspieler
- Delelis, André (1924–2012), französischer Politiker, Mitglied der Nationalversammlung und Senator

### Delem
- Delém (1935–2007), brasilianischer Fußballspieler
- Delemarre, Isabel (* 1978), deutsche Schachspielerin und Sopranistin
- Delemer, Jean (1904–1993), französischer Autorennfahrer
- Delemer, Sophie (* 1967), französische Triathletin

### Delen
- Delen, Dirck van († 1671), holländischer Maler
- Delenschke, Gerd (1925–2018), deutscher Hochschullehrer für Marxismus-Leninismus und NDPD-Funktionär

### Deleo
- DeLeo, Dean (* 1961), amerikanischer Rockgitarrist
- DeLeo, Maryann, Filmproduzentin und Filmregisseurin
- Deleón, Ignacio (* 1990), argentinischer Fußballspieler

### Delep
- Delepaut, Jacques (1926–1992), französischer Fußballspieler und -trainer
- Delepierre, Octave (1804–1879), belgischer Diplomat und Historiker
- Delépine, Benoît (* 1958), französischer Drehbuchautor, Filmregisseur, Schauspieler und Komiker
- Delépine, Marcel (1871–1965), französischer Chemiker und Pharmakologe
- Delépine, Maurice (1883–1960), französischer Jurist
- Delépine, Nicolas (* 1979), französischer Fußballtrainer
- Delépine, Régis (* 1946), französischer Radrennfahrer
- Deleplace, Hyacinthe (* 1989), französischer Para-Sportler

### Deler
- Delerm, Philippe (* 1950), französischer Schriftsteller
- Delerm, Vincent (* 1976), französischer Sänger und Komponist
- Deleroi, Burghard (1961–2021), deutscher Fußballspieler
- Delerue, Amaury (* 1977), französischer Fußballschiedsrichter
- Delerue, Georges (1925–1992), französischer FilmkomponistGeorges Delerue (1925–1992)

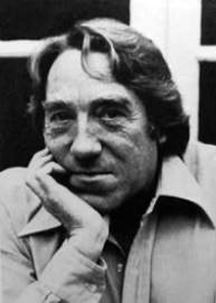
Georges Delerue (1925–1992)

- Delerue, Xavier Régis (1953–2015), französischer Maler
- Deleruyelle, Thierry (* 1983), französischer Komponist, Dirigent und Schlagzeuger

### Deles
- Delesalle, Michel (1907–1980), französischer Eishockeyspieler
- Delescluse, Alfred, französischer Turner
- Delescluse, Louis, französischer Turner
- Delescluze, Charles (1809–1871), französischer Journalist und Mitglied der Pariser Kommune 1871
- Delesse, Achille Ernest Oscar Joseph (1817–1881), französischer Geologe und Mineraloge
- Delessert, Étienne (1941–2024), Schweizer Illustrator und Autor, auch von Kinderbüchern
- Delessert, Jules Paul Benjamin (1773–1847), französischer Unternehmer, Bankier und Naturwissenschaftler
- Delestraint, Charles (1879–1945), französischer General und Mitglied der Résistance
- Delestre, Dominique (* 1955), französischer Autorennfahrer
- Delestre, Simon (* 1981), französischer Springreiter

### Delet
- Deletant, Dennis (* 1946), britischer Historiker
- Delétraz, Jean-Denis (* 1963), Schweizer AutomobilrennfahrerJean-Denis Delétraz (* 1963)

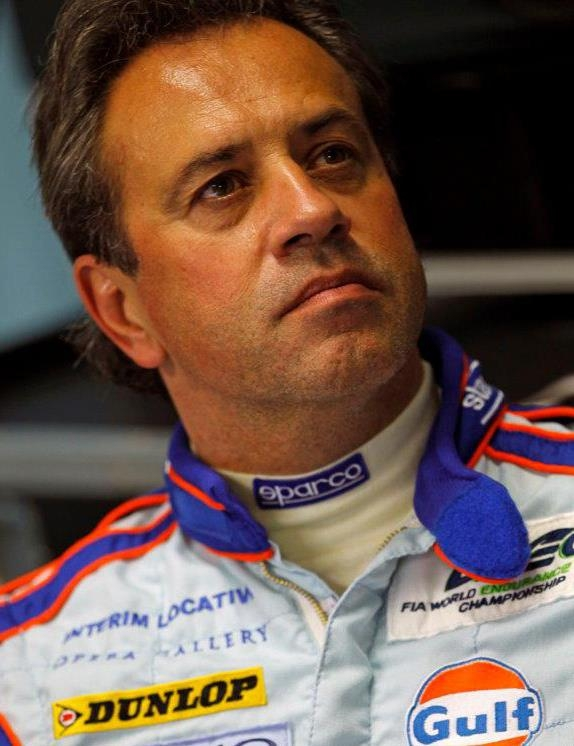
Jean-Denis Delétraz (* 1963)

- Delétraz, Louis (* 1997), Schweizer Automobilrennfahrer
- Delettre, Alexandre (* 1997), französischer Radrennfahrer
- Delettre, Thierry, französischer Kostümbildner

### Deleu
- Deleu, Ernest, belgischer Turner
- Deleuil, Louis-Joseph (1795–1862), französischer Wissenschaftler
- Deleurme, Jason (* 1977), kanadischer Eishockeyspieler
- Deleuze, Gilles (1925–1995), französischer Philosoph der Postmoderne
- Deleuze, Joseph Philippe François (1753–1835), französischer Naturforscher und Bibliothekar des Pariser Nationalmuseums der Naturgeschichte
- Deleuze, Olivier (* 1954), belgischer Politiker

### Delev
- Delev, Charlene (* 1989), deutsche Radrennfahrerin
- Deleval, Jules (1873–1945), französischer Kunstturner
- Delevanti, Cyril (1889–1975), britisch-amerikanischer Bühnen- und Filmschauspieler
- Delevingne, Cara (* 1992), britisches Model, Schauspielerin und SängerinCara Delevingne (* 1992)
- Delevingne, Poppy (* 1986), britisches Model

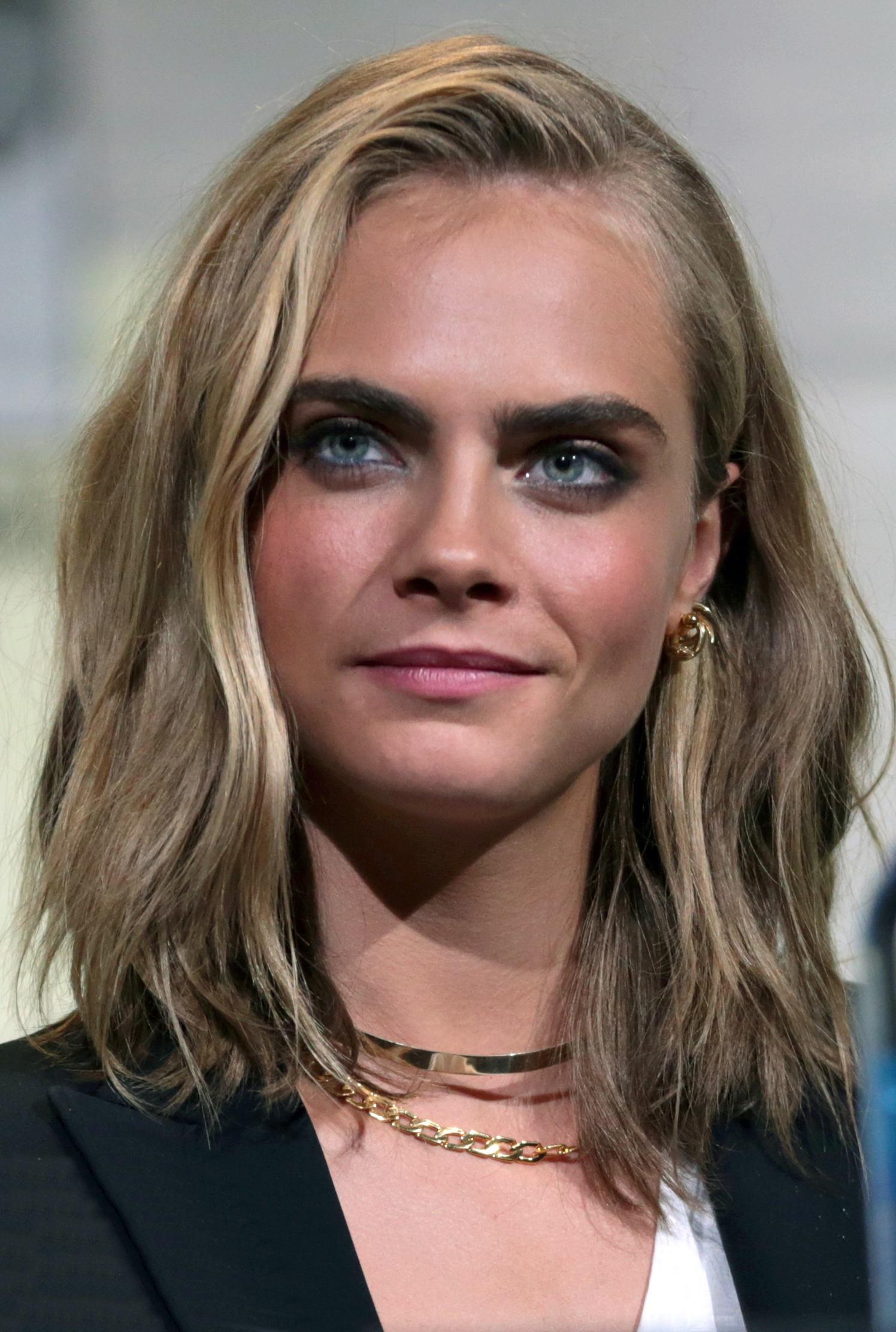
Cara Delevingne (* 1992)

- Delevoye, Jean-Paul (* 1947), französischer Politiker

### Delew
- Delew, Nikola (1925–2004), bulgarischer Skilangläufer
- Delew, Spas (* 1989), bulgarischer Fußballspieler

### Deley
- Deley, François (* 1956), belgischer Schwimmer
- Deleyre, Alexandre (1726–1797), französischer Literat und Enzyklopädist

### Delez
- Délez, Yannick (* 1972), Schweizer Jazzmusiker (Piano, Komposition)
- Délèze, Pierre (* 1958), Schweizer Leichtathlet